# غويليرمي كاري
غويليرمي كاري (بالبرتغالية: Guilherme Garré) هو لاعب كرة قدم برازيلي، ولد في 20 مارس 1993 في ساو باولو في البرازيل.